# Doornkabeljauwen
Doornkabeljauwen (Bregmacerotidae) zijn een familie van straalvinnige vissen uit de orde van Kabeljauwachtigen (Gadiformes).

## Geslacht
- Bregmaceros W. Thompson ex Cantor, 1840